# Lendou-en-Quercy
Lendou-en-Quercy – gmina we Francji, w regionie Oksytania, w departamencie Lot. W 2013 roku liczba ludności wynosiła 705 mieszkańców. 
Gmina została utworzona 1 stycznia 2018 roku z połączenia trzech ówczesnych gmin: Lascabanes, Saint-Cyprien oraz Saint-Laurent-Lolmie. Siedzibą gminy została miejscowość Saint-Cyprien.